# Lecane dysorata
Lecane dysorata är en hjuldjursart som beskrevs av Myers 1942. Lecane dysorata ingår i släktet Lecane och familjen Lecanidae. Inga underarter finns listade i Catalogue of Life.